# Don Carlos (opera)

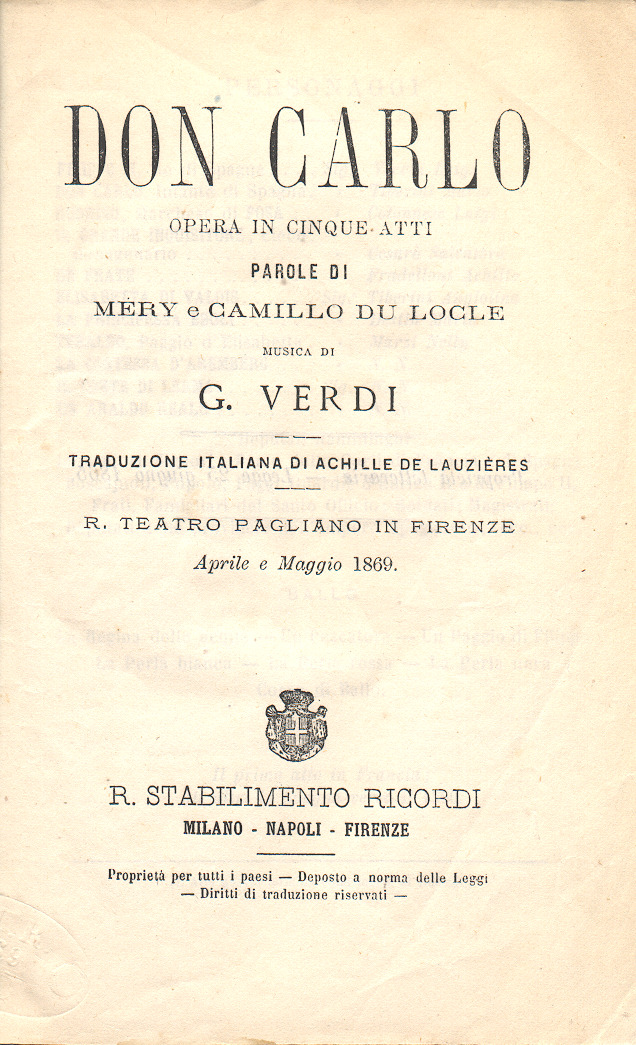

Don Carlos là vở opera 5 màn của nhà soạn nhạc thiên tài người Ý Giuseppe Verdi. Ông viết vở opera này theo lời tiếng Pháp của Joseph Méry và Camille du Locle phỏng theo vở kịch của Friedrich Schiller. Verdi sáng tác vở opera vào năm 1866. Tác phẩm được trình diễn lần đầu tiên vào năm 1867 tại Paris. 